# Wilson Haro
Wilson Steven Haro Criollo (Urcuquí, Imbabura, Ecuador, 1998) es un ciclista ecuatoriano.

## Primeros años
Nació en 1998, en la parroquia Pablo Arenas, del cantón Urcuquí, provincia de Imbabura, Ecuador. Su padre Steven Haro le regaló una bicicleta de hierro a la edad de 8 años, dando así sus primeros pasos en el deporte. En su adolescencia representó a Pichincha.

## Carrera

### Movistar Team Ecuador
Sus inicios fueron en la Federación Deportiva de Imbabura, hasta que se unió al Movistar Team Ecuador, donde permaneció durante tres años bajo el mando de Santiago Rosero. Participó en las vueltas a Guatemala y República Dominicana, logró también el título de la Sub-23 de la Vuelta al Táchira, donde quedó en tercer lugar. Obtuvo el título de modalidad montaña en el Tour de l’Espoir (Camerún) en febrero de 2019. Quedó sexto en la general de la Vuelta a Venezuela.
Quedó campeón de la II Vuelta Ciclista a Miranda (Venezuela), luego de seis etapas, el 14 de julio de 2019.
Se coronó en la competición de la Vuelta Miranda UCI 2.2. También estuvo en el Top 20 Tour de l’Avenir (Francia).

### Team Caja Rural de España
En noviembre de 2019 se vinculó al equipo amateur del Team Caja Rural de España, siendo compañero de Jefferson Cepeda y Fernando Islas.

## Palmarés
2019
- Vuelta Ciclista a Miranda

2021
- Vuelta al Ecuador, más 1 etapa

2024
- 1 etapa de la Vuelta al Ecuador